# Tadeusz Błażusiak
Tadeusz Jakub Błażusiak (ur. 26 kwietnia 1983 w Nowym Targu) – polski motocyklista startujący w trialu i enduro, zawodnik Automobilklubu krakowskiego, zespołu Błażusiak Racing, zawodnik fabryczny KTM.

## Kariera
Ośmiokrotny Mistrz Polski w klasyfikacji generalnej trialu. Na polskich trasach trialowych nie został pokonany podczas startów w latach 1999-2007. Pierwszy Polak, który zdobył tytuł Mistrza Europy w Trialu Motocyklowym w roku 2004 (5 startów: 4 zwycięstwa i 1 drugie miejsce). Był zawodnikiem fabrycznym największych na świecie producentów motocykli trialowych: GasGas, Scorpa-Yamaha i Beta.
Od 2007 roku Tadeusz zmienił dyscyplinę z trialu na endurocross i enduro extreme oraz podpisał kontrakt z fabryką KTM. Jako pierwszy zawodnik w historii pięciokrotnie wygrał jedne z najtrudniejszych zawodów enduro świata: Erzbergrodeo.
W 2013 został odznaczony Złotym Krzyżem Zasługi.
W 2015 Platforma NC+ zrealizowała o Błażusiaku film dokumentalny pt.: Taddy, został on wyemitowany 25 grudnia 2015 roku na antenie programu nSport+ HD, premiera internetowa miała miejsce w serwisie redbull.pl 2 marca 2016 roku.
Menedżerem Tadeusza jest jego starszy brat Wojciech Błażusiak.
10 grudnia 2016 roku zwycięstwem w zawodach Superenduro w Krakowie zakończył karierę zawodnika enduro.

## Osiągnięcia
| Rok  | Dyscyplina                  | Osiągnięcia |
| ---- | --------------------------- | --- |
| 1993 | Cyklotrial                  | Mistrz Polski kat. A |
| 1995 | Trial                       | Mistrz Polski Młodzików |
| 1996 | Trial                       | Mistrz Polski Młodzików |
| 1997 | Trial                       | Mistrz Polski Młodzików |
| 1998 | Trial                       | Mistrz Polski Młodzików Mistrz Polski Juniorów |
| 1999 | Trial                       | Mistrz Polski Młodzików Mistrz Polski Juniorów Mistrz Polski w klasyfikacji generalnej |
| 2000 | Trial                       | Mistrz Polski w klasyfikacji generalnej Klubowy Mistrz Polski z drużyną Automobilklubu Kraków 9. w klasyfikacji generalnej Mistrzostw Świata Juniorów                                                                   |
| 2001 | Trial                       | Mistrz Polski w klasyfikacji generalnej 4. w klasyfikacji generalnej Mistrzostw Świata Juniorów |
| 2002 | Trial                       | Mistrz Polski w klasyfikacji generalnej 4. w klasyfikacji generalnej Mistrzostw Świata Juniorów 5. w mistrzostwach Europy                                                                                               |
| 2003 | Trial                       | Mistrz Polski w klasyfikacji generalnej Międzynarodowy Mistrz Niemiec w trialu halowym Wicemistrz Świata Juniorów (18 startów: 18 razy na podium, 6 zwycięstw) Wicemistrz Europy Seniorów (5 startów: 3 razy na podium) |
| 2004 | Trial                       | Mistrz Europy (5 startów: 4 zwycięstwa i 1 drugie miejsce) Międzynarodowy Mistrz Niemiec w trialu halowym 11. w klasyfikacji generalnej Mistrzostw Świata                                                               |
| 2005 | Trial                       | 11. w klasyfikacji generalnej Mistrzostw Świata Mistrz Polski w klasyfikacji generalnej |
| 2006 | Trial                       | 8. w klasyfikacji generalnej Mistrzostw Świata Mistrz Polski w klasyfikacji generalnej (6 startów, 6 razy na 1 miejscu)                                                                                                 |
| 2007 | Trial                       | 7. w klasyfikacji generalnej Halowych Mistrzostw Świata Mistrz Polski w klasyfikacji generalnej (6 startów, 6 razy na 1 miejscu)                                                                                        |
| 2007 | Enduro Extreme              | 1. Erzbergrodeo 2007 1. Maxxis Endurocross, Las Vegas 1. Red Bull Last Man Standing, Teksas |
| 2008 | FIM Indoor Enduro           | Wicemistrz Świata w Halowym Enduro |
| 2008 | Enduro Extreme              | 2. The Tough One 1. Erzbergrodeo 2008 1. Hell‘s Gate Extreme Enduro |
| 2008 | Endurocross                 | Wicemistrz Mistrzostw Ameryki Północnej |
| 2009 | FIM Indoor Enduro           | Wicemistrz Świata w Halowym Enduro |
| 2009 | Enduro Extreme              | 1. The Tough One 1. Erzbergrodeo 2009 1. Hell‘s Gate Extreme Enduro |
| 2009 | Endurocross                 | Mistrz Mistrzostw Ameryki Północnej |
| 2010 | FIM Indoor Enduro           | Puchar Świata |
| 2010 | Enduro Extreme              | 1. Erzbergrodeo 2010 |
| 2010 | Endurocross                 | Mistrz Mistrzostw Ameryki Północnej |
| 2011 | FIM Indoor Enduro           | Mistrz Świata |
| 2011 | Enduro Extreme              | 1. Erzbergrodeo 2011 |
| 2014 | FIM Maxxis SuperEnduro 2014 | Mistrz Świata |
| 2014 | Enduro Extreme              | 1. Red Bull 111 Megawatt |